# Liste des banques centrales d'Afrique

Utilisation de:
Franc CFA de l'Afrique de l'Ouest
Franc CFA d'Afrique centrale

Il existe deux unions monétaires africaines associées à des banques centrales multinationales ; la Banque centrale des États de l'Afrique de l'Ouest (BCEAO) et la Banque des États de l'Afrique Centrale (BEAC). Les membres des deux unions monétaires utilisent le franc CFA comme monnaie légale.
Vous trouverez ci-dessous une liste des banques centrales et des monnaies d'Afrique.
| Pays                             | Monnaie | Banque centrale                                   | Change                   |
| -------------------------------- | --- | ------------------------------------------------- | ------------------------ |
| Bénin                            | Franc CFA (UEMOA) | Banque centrale des États de l'Afrique de l'Ouest | 1 EURO = 655.957 CFA     |
| Burkina Faso                     | Franc CFA (UEMOA) | Banque centrale des États de l'Afrique de l'Ouest | 1 EURO = 655.957 CFA     |
| Côte d'Ivoire                    | Franc CFA (UEMOA) | Banque centrale des États de l'Afrique de l'Ouest | 1 EURO = 655.957 CFA     |
| Guinée-Bissau                    | Franc CFA (UEMOA) | Banque centrale des États de l'Afrique de l'Ouest | 1 EURO = 655.957 CFA     |
| Mali                             | Franc CFA (UEMOA) | Banque centrale des États de l'Afrique de l'Ouest | 1 EURO = 655.957 CFA     |
| Niger                            | Franc CFA (UEMOA) | Banque centrale des États de l'Afrique de l'Ouest | 1 EURO = 655.957 CFA     |
| Sénégal                          | Franc CFA (UEMOA) | Banque centrale des États de l'Afrique de l'Ouest | 1 EURO = 655.957 CFA     |
| Togo                             | Franc CFA (UEMOA) | Banque centrale des États de l'Afrique de l'Ouest | 1 EURO = 655.957 CFA     |
| Cameroun                         | Franc CFA (CEMAC) | Banque des États de l'Afrique centrale            | 1 EURO = 655.957 CFA     |
| République centrafricaine        | Franc CFA (CEMAC) | Banque des États de l'Afrique centrale            | 1 EURO = 655.957 CFA     |
| Tchad                            | Franc CFA (CEMAC) | Banque des États de l'Afrique centrale            | 1 EURO = 655.957 CFA     |
| République du Congo              | Franc CFA (CEMAC) | Banque des États de l'Afrique centrale            | 1 EURO = 655.957 CFA     |
| Guinée équatoriale               | Franc CFA (CEMAC) | Banque des États de l'Afrique centrale            | 1 EURO = 655.957 CFA     |
| Gabon                            | Franc CFA (CEMAC) | Banque des États de l'Afrique centrale            | 1 EURO = 655.957 CFA     |
| Algérie                          | Dinar algérien | Banque d'Algérie                                  |                          |
| Angola                           | Kwanza | Banque nationale d'Angola                         |                          |
| Botswana                         | Pula | Banque du Botswana                                |                          |
| Burundi                          | Franc burundais | Banque de la République du Burundi                |                          |
| Cap-Vert                         | Escudo cap-verdien | Banque du Cap-Vert                                | 1 EUR = 110.265 CVE      |
| Comores                          | Franc comorien | Banque centrale des Comores                       | 1 EUR = 491.96775 francs |
| République démocratique du Congo | Franc congolais | Banque centrale du Congo                          |                          |
| Djibouti                         | Franc Djibouti | Banque centrale de Djibouti                       | 1 US$ = 177.721 francs   |
| Égypte                           | Livre égyptienne | Banque centrale d'Égypte                          |                          |
| Érythrée                         | Nakfa érythréen | Banque de l'Érythrée                              | 1 US$ = 10 nakfa         |
| Éthiopie                         | Birr | Banque nationale d'Éthiopie                       |                          |
| Gambie                           | Dalasi | Banque centrale de Gambie                         |                          |
| Ghana                            | Cedi | Banque du Ghana                                   |                          |
| Guinée                           | Franc guinéen | Banque centrale de la république de Guinée        |                          |
| Kenya                            | Shilling kényan | Banque centrale du Kenya                          |                          |
| Lesotho                          | Loti | Banque centrale du Lesotho                        |                          |
| Liberia                          | Dollar libérien | Banque centrale du Liberia                        |                          |
| Libye                            | Dinar libyen | Banque centrale de Libye                          |                          |
| Madagascar                       | Ariary | Banque centrale de Madagascar                     |                          |
| Malawi                           | Kwacha malawien | Banque centrale du Malawi                         |                          |
| Mauritanie                       | Ouguiya | Banque centrale de Mauritanie                     |                          |
| Maurice                          | Roupie mauricienne | Banque de Maurice                                 |                          |
| Maroc                            | Dirham marocain | Bank Al-Maghrib                                   |                          |
| Mozambique                       | Metical | Banque du Mozambique                              |                          |
| Namibie                          | Dollar namibien | Banque de Namibie                                 |                          |
| Nigeria                          | Naira | Banque centrale du Nigeria                        |                          |
| Rwanda                           | Franc rwandais | Banque nationale du Rwanda                        |                          |
| Sao Tomé-et-Principe             | Dobra | Banque centrale de Sao Tomé-et-Principe           | 1 EURO = 24,500 STD      |
| Seychelles                       | Roupie seychelloise | Banque centrale des Seychelles                    |                          |
| Sierra Leone                     | Leone | Banque de Sierra Leone                            |                          |
| Somalie                          | Shilling somalien | Banque centrale de Somalie                        |                          |
| Afrique du Sud                   | Rand | Banque centrale sud-africaine                     |                          |
| Soudan du Sud                    | Livre sud-soudanaise | Banque du Soudan du Sud                           |                          |
| Soudan                           | Livre soudanaise | Banque centrale du Soudan                         |                          |
| Eswatini                         | Lilangeni | Banque centrale d'Eswatini                        |                          |
| Tanzanie                         | Shilling tanzanien | Banque de Tanzanie                                |                          |
| Tunisie                          | Dinar tunisien | Banque centrale de Tunisie                        |                          |
| Ouganda                          | Shilling ougandais | Banque de l'Ouganda                               |                          |
| Zambie                           | Kwacha zambien | Banque de Zambie                                  |                          |
| Zimbabwe                         | Divers (comprenant le rand sud-africain, la pula du Botswana, la livre sterling, la roupie indienne, l'euro, le yen japonais, le dollar australien, le dollar américain et le yuan chinois) | Banque de réserve du Zimbabwe                     |                          |